# Horní Palata
Horní Palata je bývalá viniční usedlost na Smíchově v Praze 5, na adrese U Nesypky 110/28, dnes psychoterapeutický stacionář. Je chráněna jako kulturní památka České republiky.

## Historie
Původně se v těchto místech rozkládaly čtyři vinice: Chvatěrubská, Melichara Steynharta z Kynfeldu, Mydlářka Jana Theodora Sixta z Ottendorfu a Třebouškovská. Pro Mydlářku se později ujal název Palata podle Sixtova domu v Podskalí. Roku 1624 tyto vinice koupil Jakub Baševi z Treuenburka a sjednotil je pod pojmenováním Palata. Jeho dědici prodali roku 1638 vinici novoměstským jezuitům od svatého Ignáce, kteří ji drželi až do zrušení svého řádu v roce 1773. Poté byla vinice v soukromých rukách.
Původně viniční domek postavený již ve středověku byl barokně přestavěn kolem roku 1725. Jezuité usedlost zvelebili, přistavěli lis a hospodářské budovy a v patře obytné části zřídili letní prostory. Koncem 19. století byl dům přestavěn podruhé. Částečně se v něm dochovaly v přízemí klenby a staré renesanční zdivo. Obytná budova je patrová, zakrytá sedlovou střechou s hranolovou věžičkou. Její fasáda má horizontální členění římsami. Spolu s hospodářskými budovami obklopuje nepravidelný čtyřúhelný dvůr. K usedlosti patří velká zahrada ohraničená masivní zdí. Ve zdi se na východní straně dochovala velká vstupní brána.
Budovy usedlosti a související pozemky jsou v majetku České republiky a právo hospodařit s nimi má Všeobecná fakultní nemocnice, je zde denní psychoterapeutický stacionář. Stavby prošly v 60. letech 20. století rekonstrukcí.

## Oddělené pozemky
Na přelomu 18. a 19. století se usedlost Palata rozdělila do horní části a dolní části, zvané Malou Palatou (či Dolní Palatou). Pozemky Dolní Palaty byly postupně zastavěny a její obytná budova zbourána v prosinci 2016.
Roku 1889 usedlost Horní Palatu koupila Česká spořitelna na Smíchově a svým nákladem na jejích pozemcích pod budovou usedlosti postavila v následujících dvou letech novorenesanční budovu slepeckého ústavu Francisco–Josephinum pro „dospělé nevidomé, neschopné vzdělávání a obživy“. Ředitelství ústavu sídlilo na Palatě ve starší budově usedlosti.
Část zahrady připojená k areálu Ústavu slepců, na jedné z terénních teras mezi ústavem a usedlostí, patřila podniku Sady, lesy a zahradnictví Praha, který zde provozoval zahradnictví. Domov Palata v červnu 2016 poptával jako tzv. zakázku malého rozsahu s termínem realizace červenec – srpen 2016 vyčištění pozemku po zahradnictví. Chátrající skleník s přilehlou budovou výtopny zde však stál ještě v lednu 2017.
Severní pozemky byly před 2. světovou válkou rozparcelovány pro komunikaci a od 70. let 20. století jsou zde rodinné domky.